# ملبورن بیچ (فلوریدا)
ملبورن بیچ (به انگلیسی: Melbourne Beach) شهرکی در شهرستان بریوارد ایالت فلوریدا است که در سال ۱۹۲۳ بنیان‌گذاری شده‌است. این شهرک طبق سرشماری سال ۲۰۱۰ میلادی، ۳٬۱۰۱ نفر جمعیت داشته و مساحت آن نیز ۳٫۴ کیلومتر مربع است.